# Sân bay quốc tế Indianapolis
Sân bay quốc tế Indianapolis (mã sân bay IATA: IND, mã sân bay ICAO: KIND, mã sân bay FAA LID: IND) là một sân bay công cộng nằm bảy dặm (11 km) về phía tây nam khu kinh doanh trung tâm của Indianapolis, một thành phố ở quận Marion, bang Indiana, Hoa Kỳ. Nó thuộc sở hữu và điều hành bởi Cơ quan sân bay Indianapolis. Sân bay này là lớn nhất trong Indiana, có diện tích khoảng 7.700 mẫu Anh (3.116 ha) đất Wayne và Decatur trong quận Marion, tất cả trong thành phố Indianapolis. Sân bay nằm gần đường cao tốc giữa các tiểu bang I-65, I-69, I-70 và I-74, tất cả đều kết nối với I-465 vành đai của thành phố. Ga hành khách của sân bay đầu tiên được thiết kế và được xây dựng tại Hoa Kỳ kể từ khi các cuộc tấn công khủng bố vào ngày 11 tháng 9 năm 2001.
FedEx Express đã mở trung tâm Indianapolis của họ trong năm 1988. Ba mở rộng kể từ khi mở cửa đã làm cho sân bay này là trung tâm lớn thứ hai trên thế giới của FedEx phía sau trung tâm thế giới tại sân bay quốc tế Memphis. IND là trung tâm hàng hóa lớn thứ tám ở Mỹ, sân bay bận rộn thứ 22 trên thế giới do giao thông hàng hóa. Hơn 1 triệu tấn hàng đã được xử lý qua sân bay này trong năm 2010.
Trong điều kiện giao thông thương mại trung bình hàng ngày có 154 chuyến bay đến 35 điểm đến. Hãng hàng không lớn nhất tại sân bay Delta Air Lines và các đối tác trong khu vực mà trung bình 42 chuyến bay một ngày đến 11 điểm đến và chiếm khoảng 25% lưu lượng thương mại và của IND. 